# クリスタル・ライトニング
クリスタル・ライトニング（Crystle Lightning、1981年2月5日 - ）は、カナダの女優。

## 出演作品
- アメリカン・パイ in バンド合宿
- セイビング・ジェシカ・リンチ